# Elżbieta Osterwa
Elżbieta Osterwa, także Osterwianka, primo voto Nowotna, secundo voto Kluczniok (ur. 14 marca 1914 w Warszawie, zm. 26 maja 1989 tamże) – polska aktorka teatralna i filmowa.

## Życiorys
Przed wojną uczestniczyła w pracach Instytutu Reduty. Po wojnie od 1945 r. występowała w Teatrze Śląskim w Katowicach; w tym samym roku zdała eksternistyczny egzamin aktorski. Następnie występowała w: Teatrze Powszechnym w Krakowie (1945-46), Teatrze Miejskim w Sosnowcu (1946-47), Miejskich Teatrach Dramatycznych w Krakowie (1947-48), Teatrze Młodego Widza w Krakowie (1948-56). Od kolejnego sezonu grała w teatrach warszawskich: Teatrze Domu Wojska Polskiego i Teatrze Dramatycznym (1956-75). Po przejściu 1 stycznia 1976 na emeryturę występowała w Teatrze Adekwatnym w Warszawie.
Córka Juliusza Osterwy. W 1968 roku zebrała i opublikowała Listy Juliusza Osterwy.

## Filmografia
- 1962: Głos z tamtego świata jako Barańska
- 1976: Niedzielne dzieci jako pracownica ośrodka adopcyjnego
- 1977: Coś za coś jako siostra oddziałowa
- 1978: Ślad na ziemi jako pracownica działu kadr (odc. 6)
- 1980: Punkt widzenia jako babcia Marii
- 1984: Kobieta w kapeluszu jako Zofia Piotrowska, profesorka Ewy
- 1988: Zmowa jako matka Koliby

Wystąpiła w kilku sztukach teatru telewizji. Zagrała m.in. rolę Eleonory w sztuce Cyd (1969) i Pani Lloyd w sztuce Szal (1970).

## Nagrody i odznaczenia
- Krzyż Kawalerski Orderu Odrodzenia Polski (1978)